# Шаг вперёд
«Шаг вперёд» (англ. Step Up) — молодёжная музыкальная драма. Премьерный показ в США состоялся 11 августа 2006 года.

## Сюжет
После вечеринки Мак Картер, его младший брат «Тощак» и их друг Тайлер Гейдж пробираются в Мэрилендскую школу искусств и развлекаясь, крушат реквизиты в школьном театре. После того, как они были застуканы охранником, Тайлер помогает друзьям сбежать и берет всю вину на себя. Его приговаривают к 200 часам обязательных работ, обязав отработать их в этой школе. Во время работы уборщиком он наблюдает за занятиями танцев и встречает там Нору Кларк, студентку, готовящуюся к Смотру искусств. Если она хорошо себя покажет, то ей предложат после окончания школы работу. Друг Норы Майлз постоянно предлагает ей новую музыку для её танца, а подруга Люси намекает, что новый уборщик очень хорош собой. Проходя мимо окна, Нора замечает, как Тайлер на улице, веселя своих друзей, танцует смесь брейк-данса и балета, копируя то, что он увидел на её занятиях. На следующий день Эндрю, партнёр Норы по её танцу, приходит на костылях, вывихнув ногу. Нора в ужасе, ей не с кем тренироваться, а этот смотр так важен для них. Она просит помочь своего парня Бретта, но он занят своей музыкой и отказывает ей. И Нора решает устроить просмотр школьных студентов, чтобы на пару недель найти замену Эндрю. Но ей никто не подходит и Тайлер предлагает свою помощь. Нора сначала отказывается, но потом, не имея другого выхода, соглашается и убеждает в этой необходимости директора Гордон.
Занимаясь, Тайлер постепенно сближается с Норой, предлагает ей внести свои элементы в танец и один раз даже посещает занятия балета для девочек, которые ведет по вечерам Нора. А также Тайлер подружился с музыкантом Майлзом, который влюблён в подругу Норы Люси.
Однажды Нора приводит Тайлера на набережную, которую она посещает ещё с детства и где и придумала свой танец. Там она рассказывает, что на самом деле видит свой танец так, что его танцуют несколько людей, но сожалеет, что не может найти для него ещё танцоров. А также предлагает сказать директору, чтобы она засчитала их танец на просмотре, как вступительный для Тайлера в их школу искусств. На следующий день Тайлер приводит на занятия младших студентов из школы, чтобы поставить номер именно так, как мечтает Нора.
Однажды Майлз рассказывает Люси, что Бретт, с которым он вместе работал над записью музыки, подписал недавно контракт со студией, присвоив всю работу себе. Нора это слышит и после выяснения отношений со своим парнем, говорит ему «нет».
Тайлер просит директора Гордон о переводе в их школу, на что она отвечает, что он должен доказать, что заслуживает учиться здесь. Позже Нора приглашает Тайлера на вечеринку в клуб, где должен выступать парень Люси Колин, музыкант. В итоге после танцев у Тайлера и Норы завязываются романтические отношения, а Люси и Майлз видят, что Колин заигрывает с другой девушкой. Однако через несколько дней выздоравливает Эндрю, партнёр Норы, и Тайлер, чувствуя, что он больше не нужен, обвиняет Нору в том, что она с ним поступила так же, как и её бывший парень с Майлзом, бросает занятия и возвращается к прежней работе в школе.
Тайлеру удается наладить отношения с Маком, и они вместе с Тощаком планируют пойти на вечеринку к друзьям. Но мать Мака запрещает идти туда Тощаку. Тайлер и Мак идут на тусовку вдвоём. Там Тайлер знакомит Мака и других ребят с Майлзом. Но Тощак, вопреки запретам матери и брата, все равно идет на тусовку. Мак отправляет его домой, дав денег на автобус. Но по пути домой Тощак угоняет автомобиль у местного криминального авторитета ПиДжея и возвращается к Тайлеру и Маку. Те, понимая, что поступок Тощака не обернётся ничем хорошим, решают вытащить его из машины. Но тут появляются люди ПиДжея и стреляют в Тощака раньше, чем до него добираются Тайлер и Мак. Тощак умирает на руках у Мака. (ПиДжея за это посадили).
Позже смерть Тощака, угнавшего автомобиль, даёт понять и Маку, и Тайлеру, что им необходимо сделать лучший выбор в своей жизни и завязать с криминалом. А Нора опять осталась без партнёра, так как Эндрю не может уже потянуть её танец. Норе приходится танцевать одной, однако она понимает, что в этом случае её танец сильно проигрывает. Но за пару минут до начала её выступления приходит Тайлер и они танцуют именно так, как и мечтала Нора. После выступления Норе предложили место в профессиональном танцевальном коллективе, а Тайлер был принят в Мэрилендскую школу искусств.

## В ролях
| Актёр                | Роль            |
| -------------------- | --------------- |
| Ченнинг Татум        | Тайлер Гейдж    |
| Дженна Дуан          | Нора Кларк      |
| Дэмейн Рэдклифф      | Мэк Картер      |
| ДиШоун Уошингтон III | Тощак Картер    |
| Марио                | Майлз Дэрби     |
| Дрю Сидора           | Люси Авила      |
| Элисон Стоунер       | Камилла         |
| Джош Хендерсон       | Бретт Долан     |
| Дирдри Лавджой       | Кэтрин Кларк    |
| Рэйчел Гриффитс      | директор Гордон |

## Музыка
| 1. Yung Joc feat. 3LW — «Bout it» (4:25) (Финальный танец) 2. Ciara feat. Chamillionaire — «Get up» (4:21) (Титры) 3. Sean Paul feat. Keyshia Cole — «(When you gonna) Give it up to me» (4:04) (Играет в клубе) 4. Petey Pablo — «Show me the money» (3:44) (Начальные титры) 5. Kelis — «80’s joint» (3:12) 6. Samantha Jade — «Step up» (3:18) 7. Chris Brown — «Say goodbye» (4:47) 8. Anthony Hamilton — «Dear life» (4:15) 9. Drew Sidora feat. Mario — «For the love» (3:44) (Звучит в клубе после выступления Люси) 10. Clipse feat. Re-Up Gang, Roscoe P. Goldchain — «Ain’t cha» (4:42) 11. YoungBloodZ — «I’mma shine» (3:37) (Майлз включает музыку в клубе у Омара) 12. Dolla — «Feelin' myself» (3:45) 13. Drew Sidora — «Till the dawn» (3:10) (Выступление Люси, танец Тайлера и Норы) 14. Deep Side — «Lovely» (4:03) 15. Gina Rene — «U must be» (4:46) (Тайлер и Нора репетируют на крыше у причала) 16. Jamie Scott — «Made» (2:15) | - Pitbull feat. Lil Jon — «Toma» (3:33) (Вечеринка у Омара) - Josh Henderson feat. Ben Davis — «Philosophy» (0:21) - Nuttin But Stringz — «Canon in D» (6:11) - Black Sheep — «The choice is yours (Revisited)» (3:57) (Тайлер танцует около машины возле МШИ) - Mark Ronson — «Little dap» - Shilo Monaco — «Shilo’s piano» - T.I. — «Get it» (3:41) (Тайлер танцует с девушкой PJ’я) - Ron «Neff-U» Feemstar — «Cleaning song» (3:02) - Fatboy Slim feat. Macy Gray — «Love life» (5:21) - Chris N Drop — «Crazy strings» - C-Ride feat. Dre (of Cool & Dre) — «Pushin'» (4:30) - Kathleen Crees — «Violette» - Gia Farrell feat. Jeannie Ortega, Robyn Norris & Blaire Reinhard — «Maidens of the grove» - Kwame — «Tonight» (3:40) - Novel — «Damn» (7:20) - Rhymefest feat. Jadakiss & Chamillionaire — «What up!» (3:44) - Alias — «Attention please» - Studio Musicians — «Swan lake waltz» (3:11) |

### Позиции в чартах
| Год  | Чарт                  | Позиция |
| ---- | --------------------- | ------- |
| 2007 | The Billboard 200     | 6       |
| 2006 | The ARIA Album Top 50 | 50      |

Альбом занял шестую позицию в списках Billboard 200 charts (один из лучших саундтреков 2006 года).
| Год  | Исполнитель                  | Название         | Позиция | Позиция  | Позиция |
| Год  | Исполнитель                  | Название         | U.S.    | U.S. R&B | Pop 100 |
| ---- | ---------------------------- | ---------------- | ------- | -------- | ------- |
| 2006 | Sean Paul feat. Keyshia Cole | Give it up to me | 3       | 5        | 9       |
| 2006 | Ciara feat. Chamillionaire   | Get up           | 7       | 10       | 13      |
| 2006 | Chris Brown                  | Say goodbye      | 10      | 1        | 43      |

## Отзывы и прокат
Рейтинг на сайте Rotten Tomatoes — 20 % на основе 105 обзоров: «В этой романтической истории для подростков практически отсутствует сюжет и слишком мало танцев». На сайте Metacritic заработала 48 баллов из 100 на основе 23 обзоров — от «смешанных до средних». Лучшую оценку в 75 баллов картине дали издательства «Entertainment Weekly» и «The Boston Globe», самую низкую оценку — 25 баллов — присвоил «San Francisco Chronicle». На сайте CinemaScore зрители оценили фильм как «A-».
Фильм заработал 21 миллион долларов за первые выходные, став вторым в прокате США. Общие сборы — 65.3 миллионов долларов в США и Канаде к окончанию проката 19 октября 2006. Бюджет картины составил 12 миллионов долларов.

## Интересные факты
- Рабочее название картины — «Music High».
- Съёмки проходили в Балтиморе, штат Мэриленд, США и начались 19 сентября 2005 года.
- В картине использовали творчество студентов Carver Center for the Arts and Technology в Балтиморе.
- После съёмок фильма, в 2008 году Ченнинг Татум сделал Дженне Деван предложение руки и сердца, затем, в июле 2009 года, пара сыграла свадьбу на Малибу.
- Фильм спародирован в комедии «Без ансамбля» 2009 года.